# Ramlösa (cràter)
Ramlösa és un cràter sobre la superfície de (951) Gaspra, situat amb el sistema de coordenades planetocèntriques a 15 ° de latitud nord i 4.9 ° de longitud est. Fa un diàmetre de 0.7 km. El nom va ser fet oficial per la UAI l'any 1994 i fa referència a Ramlösa hälsobrunn, una ciutat a Suècia amb balneari.